# Rivetina syriaca anatolica
Rivetina syriaca anatolica es una subespecie de mantis de la familia Mantidae.

## Distribución geográfica
Se encuentra en Turquía.